# 奥斯特罗维茨共和国
奥斯特罗维茨共和国（波蘭語：Republika Ostrowiecka）是1905年俄国革命时期于波蘭會議王國奥斯特罗维茨、伊乌扎、奇梅卢夫及周边地区建立的一个政权，存在于1905年12月27日—1906年1月中旬。它是在罢工、集会和示威浪潮中建立的。领导人是波兰社会党成员伊格纳西·布尔纳。